# Florian Pełka
Florian Pełka (ur. 19 kwietnia 1937 w Spycimierzu, zm. 25 października 2019 w Wejherowie) – polski jezuita, w latach 1976–1991 pracownik Sekcji Polskiej Radia Watykańskiego, w tym od 1980 jej kierownik, w latach 1991–1997 prowincjał Prowincji Wielkopolsko-Mazowieckiej Towarzystwa Jezusowego.

## Życiorys
Urodził się w Spycimierzu w 1937. Do jezuitów wstąpił w 1962. Od 1976 pracował w Rzymie w Sekcji Polskiej Radia Watykańskiego, w tym od 1980 jako redaktor. 19 marca 1991 mianowany prowincjałem Prowincji Wielkopolsko-Mazowieckiej Towarzystwa Jezusowego. Funkcję tę pełnił przez 6 lat. Od 19 września 1997 pracował w parafii św. Stanisława Kostki w Gdyni, wieloletni opiekun wspólnot neokatechumenalnych.
Osoba o. Pełki była celem wieloletniego zainteresowania służb SB. Inwigilowany ze względu na studia oraz pracę naukową na KUL, starania o wyjazdy zagraniczne oraz ze względu na pracę w Radiu Watykańskim. Ewidencja działalności o. Pełki prowadzona była od roku 1963 do 6 kwietnia 1987. 24 czerwca 1966 odmówiono mu wydania paszportu umożliwiającego wyjazd na studia teologiczne do Rzymu. Odmowa taka miała również miejsce 26 lipca 1967. Uzasadniono ją przebywaniem ojca w środowisku „zdecydowanie wrogo nastawionym do PRL i socjalizmu”.
O. Florian Pełka był jednym z redaktorów wydanego w 1976 Katechizmu religii katolickiej. Uczestniczył w dwóch Kongregacjach Generalnych Towarzystwa Jezusowego, w 1983 w XXXIII Kongregacji jako delegat oraz w 1995 w XXXIV Kongregacji jako prowincjał. Jako prowincjał był również Przewodniczącym Konferencji Krajowej Wyższych Przełożonych Instytutów Zakonnych i Stowarzyszeń Życia Apostolskiego.